# Mumbai (Suburban)

Distriktets läge i Maharashtra.

Mumbai (Suburban) är ett distrikt i den indiska delstaten Maharashtra. Distriktet är beläget på Salsetteön och omfattar staden Bombays (officiellt Mumbai) norra del, och ingår i Greater Mumbai Municipal Corporation vilket även inkluderar distriktet Mumbai. Befolkningen uppgick till 9 356 962 invånare vid folkräkningen 2011, på en yta av 446 kvadratkilometer. Distriktets administrativa center är beläget i Bandra, och även distriktet kallas ibland Bandra.